# サンジ
サンジ（Sanji）は、尾田栄一郎の漫画『ONE PIECE』に登場する架空の人物。

## 人物
海賊「麦わらの一味」コック。異名は「黒足のサンジ」。「北の海（ノースブルー）」出身。海遊国家「ジェルマ王国」の王族「ヴィンスモーク家」の三男で、本名はヴィンスモーク・サンジ（Vinsmoke Sanji）。
ルフィの4人目の仲間。一人称は「おれ」 。

### 容姿
黒のスーツ、斜め分けの金髪にカールした眉毛が特徴。常にタバコを咥えているヘビースモーカー。超新星編までは左目を常に髪で隠していた。新世界編では髪の分け目が逆になって右目を隠すようになり、口髭を生やしている。

### 性格
基本的には分け隔てのない性格で、仲間思いの優しい人物だが、喧嘩っ早い一面も併せ持つ。後述するように極度の女好きでもある。
粗暴で荒々しい口調を用い、口癖は幼少期から使っている「クソ○○」。仲間や騎士道精神に対しての侮辱行為や食物を粗末にする行為、女性を傷つける行為をした相手には、怒りのままに容赦無く攻撃を加える。本人も「怒りでヒートアップするクチ」と自覚している。
「女好き」、「ガラが悪い」という2点を除けば、一味の男性メンバ－の中では比較的常識人で、悪ふざけが過ぎたルフィやウソップに制裁を加えることもある。
ゾロとは犬猿の仲で「マリモ」や「迷子」などと渾名で呼んでおり、名前で呼ぶことはほとんどない。普段は喧嘩ばかりしているが、根底では仲間として信頼し合っており、ゾロの判断や心意気を尊重することもある。また機会は少ないが、戦闘で絶妙なコンビネーションを見せることもあり、互いの実力も認め合っている。
持ち前の脚技に加えて柔軟な思考力・判断力を備え、機転の利く策略家としての一面も持つ。敵との対抗時には秘密裏に単独行動を取り、戦況を打開することがある。ロビンからも「彼こそ、海賊王の両翼にふさわしい男」と評されている。
目の前で仲間が危機に晒された際、自己犠牲的な行動に出ることもあったが、ホールケーキアイランド編以降はその考え方が軟化し、ワノ国編でロビンに助けを求め自分では手を出せない女性の敵を任せるなど、以前よりも更に仲間達を信頼するようになった。
面倒見の良い兄貴分な気質から、粗野な男達に慕われることもあり、デュバルからは「若旦那」、海軍G-5には「兄貴」と呼ばれる。
大の昆虫嫌いであり、蛾・ムカデ・クモなどといった「気味悪い系の虫」が苦手。

### 女性関連
自他共に認める無類の女好き。美女に出くわすと、条件反射と言っていいほどすぐに口説いてしまう。女性に対しては柔らかく紳士的な態度を見せるが、男性（特にゾロ）に対しては女性に比べてやや雑な態度をとることも少なくない。また、女性であっても老人や子供、さらに姉のレイジュに対しては惚れることは基本的になく、Dr.くれはのことを「ババア」と呼ぶなど、男性同様にやや雑な態度をとることもある。
幼少期にゼフから「男は女を蹴ってはいけない」と教えられて以降、騎士道精神を信念にしており、命や仲間が懸かった戦いでも相手が女性だった場合、年齢・容姿関係なく攻撃することは絶対にしない。
普段から一味の女性クルー（ビビ含む）には優しく、食事には男性クルーよりも気を遣い、進んでデザートやコーヒーを出す。年下のナミには、「君」付けで呼ばれ、いいように使われているが、むしろ喜んでいる。ナミのことは「さん」付けで呼ぶが、その他の女性のことは、ロビンなどの年上でも「ちゃん」付けで呼ぶことが多い。

### 料理人として
伝説の海「オールブルー」を見つけることが幼少からの夢。
大食漢のルフィが満足するボリューム満点の料理から、一味の女性陣の舌に合う繊細な料理に至るまで、千差万別の料理を作り分ける調理術の持ち主。海上生活において必要不可欠な食料配分・栄養管理ができる「海のコック」であり、長い船旅で仲間の栄養管理全てを担っている。取り扱ったことのない未知の生物・食材をすぐさま捌いたり、香りや風味だけで素材や隠し味を言い当ててその料理を完全再現したりできる超一流の腕の持ち主で、ビッグ・マムの娘であるシフォンからは「総料理長シュトロイゼンを遥かに凌ぐ」と評価された。
少年時代は、客の残り物や味の悪そうな食材を捨てるなど、食べ物を粗末に扱っていた。しかし、その矢先にゼフと共に壮絶な飢餓を経験して以降、「腹を空かしている奴なら、たとえ敵でも無償で食わせる」「食いてぇ奴には食わせてやる」という信条を持つようになり、たとえ子供であっても食物を粗末に扱うことを決して許さないなど、食事を人一倍大切にするようになった。
料理人としてのプライド・情熱はかなり強く、敵に食べさせる料理であろうと毒や爆薬を仕込むことは絶対に認めない。航海先で遭遇した未知の食材に対しては、非常に好奇心旺盛。各地の町に立ち寄る機会があると、よく市場で特産の食材を買い付けたり、レシピを手に入れたりしている。

## 関係者
ヴィンスモーク・ジャッジ
サンジの父親。戦争屋と呼ばれる闇世界の組織「ジェルマ66」の総帥。
4兄弟の中で唯一落ちこぼれだったサンジを出来損ないと見下しており、親としての愛情は全く持っていなかった。半ば捨てるような形で幼いサンジと決別したが、成長したサンジの手配書を見て四皇ビッグ・マムの娘プリンとの政略結婚に利用することを考え、ドレスローザ編後にサンジの手配書を変更するよう手配した。サンジの方も、自分を虐げてきたことに加えて王族としての傲慢な考えを持つジャッジや他の兄弟を嫌っており、ホールケーキアイランド編で13年ぶりに再会した際には自分の親とは思っていないと言い切った。それでもジャッジがビッグ・マムに利用され殺されると知ったサンジは彼らを見捨てることができず、ルフィたちの力を借りて結婚式での絶体絶命の危機から救出する。その際に、ジャッジは完全な訣別を望むサンジの要望を受け入れ、二度とサンジと関わらないと約束した。
ゼフ
海上レストラン「バラティエ」オーナー兼料理長。元クック海賊団船長。
サンジの師匠で料理と足技を仕込んだ人物で「赫足のゼフ」の異名を持つ。サンジと同じく「オールブルー」の発見を夢見ている。男は女を蹴ってはならないという信念を持っており、これがサンジの騎士道へとつながっている。
「偉大なる航路」での1年の航海から帰還した際、襲撃した客船でサンジと出会い、その際嵐に襲われ2人は断崖絶壁の孤島に打ち上げられる。そして、残りわずかな食料を全てサンジに譲り、自らの右足を食料にして遭難生活をやり過ごした。救出された後は海賊を廃業し、長年の夢の一つであった海上レストランを開業。サンジとは普段からいがみ合っていたが、サンジは自分の力（右足）と夢を犠牲にして救ってくれただけでなく、乱暴ながらも実の父親のように接してくれたゼフを慕っており、一生をかけて恩返ししたいと考えていた。サンジとの別れ際にはゼフも涙を浮かべていた。
パティ、カルネ
海上レストラン「バラティエ」コックの極道コンビ。
サンジとは腐れ縁のベテランコック。客に対する考え方などでサンジとは反発していたが、彼がバラティエを旅立つ際は、寂しさから号泣するなど、心底では根強い友情を抱いている。エニエス・ロビーの事件後、バラティエに出回った下手な似顔絵の手配書は、コック全員に大笑いされ、来客用のプレゼントにされた。
デュバル
人攫いチーム「トビウオライダーズ」（後の「人生バラ色ライダーズ」）ヘッド。
サンジの手配書の似顔絵とそっくりな顔をした男。手配書が出回って以降、賞金稼ぎや海軍に命を狙われるようになってしまう。サンジに恨みを抱き、殺害しようとするが、後に和解する。

## 来歴

### 過去
「北の海」にて、世界唯一の海遊国家「ジェルマ王国」の王族「ヴィンスモーク家」の三男として生まれる。一卵性の四つ子であるサンジとイチジ・ニジ・ヨンジは、父のジャッジにより「血統因子」を操作されたことで、通常の人間をはるかに超える存在として生み出された。しかし、母ソラが血統因子に影響を及ぼすほどの劇薬を飲むという命懸けの抵抗をしたために、サンジは4人の中で唯一効果が現れず、感情を持つ普通の人間として成長していった。イチジたちが超人的な能力を発揮し始めたのに対し、サンジは訓練でいつも遅れをとる落ちこぼれであったことが原因で、父・兄弟に虐げられていた。その当時から料理を独学で学び、病床の身だったソラのために弁当を作って持って行ったり、ネズミにエサを作ったりしていたが、家族からは「王族が料理などするな」と非難されていた。そのような経緯でジャッジから見限られ、表向きは死んだことにされて、鉄仮面を付けられて地下牢に監禁されてしまう。
13年前、ジェルマが「北の海」から「東の海」に渡ることを姉のレイジュから聞き、ここから逃げ出しコックになりたいと打ち明ける。「東の海」コジアにて、レイジュの協力で地下牢から脱出し、港に停泊していた客船オービット号に乗り込み、コック見習いとして働き始める。
当時から伝説の海「オールブルー」の存在を信じており、いつか探し出すことを夢見ていた。10歳の時、オービット号が赫足のゼフ率いるクック海賊団に襲撃される。その際、船が嵐に巻き込まれ、ゼフと共に絶海の孤島で、85日間以上にも及ぶ遭難を経験することとなる。その中で、サンジ同様オールブルーを夢見ていたゼフは、残った食料全てをサンジに渡し、自身は己の足を切り捨てて食い、サンジの命を救った。
無人島から救出された後、ゼフの建てた海上レストラン「バラティエ」でゼフに恩返しをするべく働き、調理と足技を叩き込まれながら育ち、長じて副料理長となる。ゼフにはいつまでも「チビナス」と扱われており喧嘩が絶えなかったが、恩義を感じるあまりバラティエに留まり続け、オールブルーの夢とは向き合いきれていなかった。

### サバイバルの海 超新星編
東の海編
金がないためにバラティエを追い出され、空腹で死にそうになっていたクリーク海賊団のギンに無償で食事を与える。この一部始終を見ていたルフィに気に入られ、仲間に誘われるが、一度は断る。クリーク海賊団侵攻の際は、2番隊隊長パールと交戦。しかし、ギンがゼフを人質にとったことで手が出せなくなり、一方的に攻撃を食らう。さらにケジメとしてギンに戦いを挑まれ、パールから受けたダメージが響き追い詰められるが、強い恩を感じていたギンはサンジを殺せず、クリークが放った猛毒ガス弾「M・H・5」からサンジを守って倒れる。クリーク海賊団撃退後、戦いの中で目の当たりにしたルフィやゾロの信念と、ゼフ達バラティエの面々の不器用な促しにより、ルフィの仲間に加わる。旅立ちの際は、ゼフに長年の感謝の言葉を述べ、涙ながらにコック達と別れを告げた。
アーロンパークへの道中、アーロン一味とはぐれていた海獣モームと一悶着を起こすが蹴り倒す。アーロンパークでは魚人空手の使い手であるクロオビと対決。アーロンにより海に落とされたルフィの救出を優先したため、圧倒的に不利な水中戦を強いられたが、魚の弱点のえらに空気を入れて苦しませ、その隙に陸に上がって怒涛の蹴り技でクロオビを撃破する。その後、再び海に潜りルフィを解放した。
アラバスタ編
リトルガーデンでは、ゾロと狩り勝負をする。狩りを済ませて一足早く戻ったが、仲間が戻らないことを心配して、森の中を探索していた最中にMr.3が作った個室を見つける。クロコダイルから電々虫がかかってくると、Mr.3になり済ますことでルフィ達を死亡扱いにし、追手を退かせた。その直後に現れたMr.13とミス･フライデーのペアを一蹴し、本来はMr.3が手にするはずだったアラバスタへの「永久指針」を手に入れる。
ドラム島では病に苦しむナミをドラム城まで連れていく。途中、島に生息する肉食動物ラパーンの襲撃を退けたが、ラパーンが起こした雪崩に巻き込まれた際、ナミを背負うルフィを庇って重傷を負ってしまう。その後、ドラム城でワポル達との戦いに参戦しようとしたが、傷が完全に癒えておらずDr.くれはから強制的にドクターストップをかけられた。
アラバスタ・レインベースでは、レインディナーズの檻に捕らわれたルフィたちを救出するため、「Mr.プリンス」と名乗ってクロコダイルを出し抜き、ルフィの解放に成功する。アルバーナでは、チョッパーと共にMr.4ペアと接触するも、超カルガモ部隊からのSOSに応じ、ウソップを倒したMr.2・ボン・クレーと対決。「マネマネの実」の能力でナミに変身されたことで手が出せなくなり一方的に攻撃されるが、「マネマネの実」の弱点を見抜き、死闘の末にMr.2を撃破した。
空島編
空島では、不法入国などの罪により「神の島」にある生贄の祭壇に連行されたナミ達を救出するため、ルフィ・ウソップと共にナミ達を追い、「神の島」に上陸。神官サトリの「心綱」やダイアルを駆使した戦法に苦戦するが、2人との共闘でサトリを撃破した。
サバイバルでは脱出組としてメリー号に残っていたが、突如現れた神・エネルに倒されてしまう。復帰後、ウソップと共にマクシムに潜入し、マクシムの機関部を破壊した後、自らが囮となりウソップとナミを先にマクシムから脱出させた。
ウォーターセブン編
ロングリングロングランドでのフォクシー海賊団との「デービーバックファイト」では、2回戦「グロッキーリング」に出場。ゾロと組みグロッキーモンスターズと対決し、初めは度重なる反則攻撃で追い詰められたが、ゾロとの息の合った連携で形勢を逆転し勝利を収めた。
ウォーターセブンでは、フランキー一家に2億ベリーを奪われたことで、ルフィ達とフランキー一家の本拠地「フランキーハウス」を壊滅させた。その翌日、ロビンから一味脱退宣言を突きつけられたが、その言葉の奥に隠れたロビンの真意を見抜き、ロビンを救出すべく、単独でパッフィング・トムに乗り込む。途中、同じく連行されていたフランキーとウソップを救出し、CP7のワンゼなどの衛兵を次々と撃破してロビンの元まで迫るも、ロビンに拒否され失敗に終わる。
エニエス・ロビーではCP9紅一点のカリファと対峙。身体能力では上回るが、敵であろうと女性には攻撃しないという自身のポリシーが仇となり敗北を喫する。その後、ジャブラに追い詰められたそげキングに加勢。オオカミの能力に加え鉄塊拳法を駆使するジャブラに苦戦するも、ロビンを侮辱されたことで激怒し、新必殺技「悪魔風脚」でジャブラを撃破した。ロビン奪還後の海軍との戦いでは、正義の門の開閉レバーを作動して渦潮を発生させ、軍艦の動きを封じ退路を確保した。
事件後、「黒足」の異名で7700万ベリーの懸賞金がかけられたが、海軍が写真の入手に失敗したため手配書には下手な似顔絵が使われており、非常にショックを受けていた。また、この手配書が原因で後にデュバルからあらぬ因縁をつけられることになる。
スリラーバーク編
スリラーバークでは、ルフィたちと共に後から上陸するが、ゲッコー・モリアの能力で影を奪われる。誘拐されたナミを奪還すべくアブサロムと対峙し、自身が密かに狙っていた透明人間の能力をアブサロムが持っていたことに加え、ナミを花嫁にするという宣言で怒りが頂点に達し、激憤にまかせて撃破する。その後、ルフィの影が入れられたスペシャルゾンビ・オーズやモリアと交戦し、一度は倒されるも一味総出で撃破した。また、モリアが倒れたことで影を取り戻した。
その後、現れたバーソロミュー・くまに対し、先に身代わりとなることを願い出たゾロの代わりに自分の身を差し出そうとしたが、ゾロに気絶させられた。目覚めた後、その現場を目撃していたリスキー兄弟からゾロとくまのやり取りを聞いた。
頂上戦争編
人攫い屋「トビウオライダーズ」のアジトで、自分の手配書の似顔絵とそっくりな男デュバルから因縁をつけられるが、「整形ショット」で強制的にデュバルの顔を整形したことで、人生の恩人と慕われるようになった。
シャボンディ諸島では、ウソップやフランキーと船番をする中、ケイミーが誘拐されたことを知り、トビウオライダーズの協力を得てオークション会場に乗り込む。会場脱出後、パシフィスタを一味総出で撃破するが、その直後に現れた大将黄猿らの猛攻に追い詰められ、くまによってカマバッカ王国に飛ばされる。一時はカマバッカの雰囲気に呑まれオカマになってしまったが、マリンフォード頂上戦争終戦後は正気に戻っていた。その後、新聞に載っていた「16点鐘」の事件からルフィのメッセージを読み取り、新世界で通用する料理技術「攻めの料理」の99のバイタルレシピ会得を目指し、イワンコフら新人類（ニューカマー）拳法の師範たちとの戦いに身を投じる。

### 最後の海 新世界編
魚人島編
カマバッカ王国のオカマ達に送り届けてもらい、一味で7番目にシャボンディ諸島に到着。2年間の修業で「悪魔風脚」を強化させ、パシフィスタを一蹴りで破壊するほどの成長を遂げた。2年間女性のいないカマバッカ王国にいたため、女性に対する免疫が極度に薄れてしまっていた。また、カマバッカ王国でのトラウマによりオカマが大の苦手になっている。
魚人島では人魚に興奮して大量の鼻血を出し出血多量に陥るが、双子のオカマ海賊スプラッシュ・スプラッタの献血により一命を取り留める。しらほし姫を目撃した際は石化してしまったが、その後しばらくして2年前と同じように戻った。ギョンコルド広場ではジンベエと共闘し、ワダツミを撃破した。
パンクハザード編
パンクハザードでは、サウザンドサニー号に待機していたが船上で眠らされ、シーザーの部下に誘拐される。閉じ込められた部屋でローに体を分解された侍・錦えもんと遭遇し、息子を助けたいという彼の決意を受け、彼を連れて部屋から脱出。研究所から脱出したところ、ローの能力で精神を入れ替えられ、ナミの身体に入る。錦えもんの胴体を探す途中、イエティCOOLブラザーズの奇襲に遭い、崖下に落ちてしまうが事なきを得る。湖に沈んだ錦えもんの胴体を引き上げ、錦えもんの体を元に戻すと、スマイリーやシノクニから逃げながら研究所に突入し、ルフィ達と再合流する。そこで、ローにより元の身体に戻された。
研究所内では、海軍G-5の助太刀に入りヴェルゴと交戦するが、足を負傷させられる。その後はG-5を指揮しながら研究所脱出を図った。
ドレスローザ編
ドレスローザでは、工場破壊のため港町アカシアに立ち寄る。自分を騙し作戦の内容を聞き出そうと近づいてきたヴァイオレットの罠に嵌り追い詰められてしまったが、彼女の涙に隠された真意を見抜いたことで彼女の協力を得る。ヴァイオレットからドフラミンゴの七武海脱退報道の真実を教えられ、そのことをローに伝える。さらにサニー号が襲撃されていることを聞くと、サニー号に引き返しドフラミンゴと交戦。その後、ドレスローザに引き返そうとしたが、シーザーを狙うビッグ・マム海賊団の海賊船が出現したため、ナミ達と共に一足早く次の目的地「ゾウ」に向かう。
ドレスローザ編後、懸賞金が1億7700万ベリーに上がる。似顔絵は本人の写真へと変わった（ただし美女に見せるだらしない顔）。父親ジャッジの介入により、手配書の文面は「DEAD OR ALIVE（生死問わず）」から「ONLY ALIVE（生け捕りのみ）」へと変更され、懸賞金額も上乗せされた。
ゾウ編
ルフィ達がいないサニー号でリーダーシップを取り、ビッグ・マムの海賊船から逃げ切り、その翌日「ゾウ」に上陸する。ジャックに制圧されたミンク族の救援に勤しむ中、上陸してきたビッグ・マム海賊団傘下のベッジから、ヴィンスモーク家三男である自身とシャーロット家の三十五女プリンとの結婚式の招待状を渡される。出席するつもりは無かったが、拒否すれば他の仲間やバラティエやカマバッカ王国の誰かに危害が及ぶことを知り、出席を決意。「必ず戻る」というルフィ達への書き置きをナミ達に託し、過去と決着をつけるためにベッジに同行した。
ホールケーキアイランド編
トットランドに到着後、婚約相手のプリンと会い、仲間の元に帰りたいことを告げる。その後、縁を切ったはずの家族達と13年ぶりに再会し、父親のジャッジと対決。勝負後、ジャッジから爆発するブレスレットを腕に着けられ、さらに逆らえばゼフを殺すと脅され、政略結婚から逃げられない状況に陥る。
ホールケーキ城に向かう途上で、自分を追いかけてきたルフィとナミに再会。心を痛めながらもルフィに罵声を浴びせ一方的に痛めつけるが、それでも自分を信じるルフィの言葉に涙を流しその場を立ち去る。ビッグ・マムとの昼食後、プリンに自分の置かれた状況を打ち明け、彼女にプロポーズする。そして、プリンと結婚することを条件にルフィたちを見逃してもらうことをビッグ・マムに頼み込み、了承を得る。
仲間の安全が保証され落ち着きを取り戻した矢先、プリンの本性とビッグ・マムのヴィンスモーク家抹殺計画を知り、絶望する。プリンによって記憶を改竄されたレイジュにそれを伝えると、家族を捨てて逃げるよう促される。一時は家族と共に自分も死ぬことを考えていたが、無意識に作ってしまった仲間たちの好物を入れた弁当を持って「約束の場所」に向かい、ルフィと再会。一緒に帰れない理由を話し突き放そうとしたが、本心を言うよう迫るルフィの言葉を受けて、仲間たちの元に戻りたいということ、そして恨みはあるが家族を見捨てられないという気持ちを涙ながらに吐露し、ビッグ・マムの計画を阻止し家族を救うことを決める。
結婚式当日、三つ目を見せたプリンに思わず「なんて美しい瞳だ」とつぶやき、本性に隠されたプリンの真意を見抜く。ルフィ達の作戦でビッグ・マムが発狂すると、その隙を突いて拘束されたジャッジたちを解放する。なぜ自分を助けたのかと問うジャッジに対し、過去の恨みに固執し実の家族の死をあざ笑う程度の小さい男になれば「父親」（ゼフ）に顔向けできないと答え、「お前はおれの父親ではない」とジャッジに訣別を言い渡した。
ホールケーキ城崩壊に乗じて会場から脱出した後はカカオ島に向かい、ビッグ・マムの食いわずらいを止めるためのウェディングケーキ作りに協力。ベッジの船でケーキを完成させるとカカオ島に引き返し、「鏡世界」から現れたルフィを大軍から救い、ジェルマの援護を得てサニー号に帰還した。
ビッグ・マムのナワバリから脱出後、懸賞金が3億3000万ベリーに上がる。手配書の名前は「ヴィンスモーク・サンジ」に変わり、文面は再び「DEAD OR ALIVE」に戻った。一味ではルフィに次ぐ賞金首になったことを喜ぶが、それがジェルマの悪名によるものであると知り、落ち込んでいた。
ワノ国編
花の都で屋台そば屋の「サン五郎（サンごろう）」になりすまして、料理で人を集める任務を任される。絡んできた狂死郎一家の下っ端を返り討ちにし、その報復として現れた百獣海賊団飛び六胞のページワンとの戦いでは、正体を隠すためレイドスーツを使用して「ステルス・ブラック」に変身した。翌日、レイドスーツの透明化能力を利用して花の都の湯屋に潜り込み、取り締まりに現れたホーキンスとドレークからナミ達を助け出す。羅刹町での騒動ではオロチに狙われたトコを守り、ドレークと交戦した。
鬼ヶ島への討ち入りでは、磔にされたモモの助を透明化して救出し、しのぶに託す。屋上へ向かうルフィに同行する中、飛び六胞ブラックマリアの罠にかかり、ロビンを呼ぶよう要求され、ロビンに助けを求め、駆けつけたロビンとブルックに解放される。モモの助がいる「開かずの倉庫」へ向かう途中、ローから負傷したゾロを託され応急処置を施す。ライブフロアに辿り着くと、ゾロをチョッパーに預け、大看板のクイーンと交戦。戦いの最中、レイドスーツの影響により自身の「血統因子」が変化し金属のように硬い「外骨格」が発現し、戸惑いながら遊郭に逃げ込む。女に手が出せない自分と、誰であれ無感情で倒す怪物のどちらがルフィの役に立つか考え抜いた末、レイドスーツを踏み潰し再びクイーンと交戦。クイーンが姿を消して芸者のお染に手を上げたことを知ると怒りを露にし、「悪魔風脚」を進化させた新たな戦闘方法「魔神風脚」でクイーンを撃破した。
ワノ国編後、懸賞金が10億3200万ベリーに上がる。大物海賊の証である10億超えを果たすも、一味内での懸賞金ランクでは再び4位に下がってしまったことにショックを受けていた。
エッグヘッド編
ベガパンクの「猫」リリスの案内で、エッグヘッドの研究所に招かれる。失踪したベガパンクの捜索途中、ナミの危機を察知し、S-シャークに抑え込まれたナミを救出した。セラフィムを捕縛し島から持ち出す荷物を回収すると、ベガパンクやフランキーと共に工場層に落ちたボニーの救援に向かう。ボニーと合流した後はベガパンクを守るため黄猿やサターン聖と交戦し、黄猿の攻撃を受け致命傷を負ったベガパンクを抱えながらサニー号へ合流する。
エルバフ編
エルバフへ向かう航路でロードに誘拐され、ブロックの国に閉じ込められるも脱出し、巨人達の案内でエルバフを探検する。ロキを止めようとする新巨兵海賊団に同行して冥界へ移動する。

## 戦闘方法
「料理人は手が命」という信条ゆえ、戦闘において手は使わず蹴り技のみで戦う。凄まじい脚力からの蹴りは自身の何倍もの巨体を持つ相手にもダメージを与え、一味における戦闘力はルフィやゾロに匹敵する。幼少期には実父ジャッジから剣術の教えを受けていた。
赫足のゼフ直伝の蹴りは、桁外れの威力を誇る。初登場時で木製バット21本を一撃でへし折る力を持っていた。エニエス・ロビーで初使用した「悪魔風脚」でさらに技の威力が強化された。新世界編ではパシフィスタを一撃で倒したり、海中や空中を移動したりすることも可能になっており、覇気も会得している（「覇王色の覇気」は発現していない）。得意な色は見聞色。
ワノ国編でレイドスーツを着用した影響で強固な「外骨格」が発現したことで、普通の体では致命傷になりかねない攻撃にも耐えられるほどに防御力が向上し、黄猿のレーザーをも生身の蹴りで弾けるようになった。また、超スピードで相手に突然消えたと錯覚させるなど身体能力も大幅に強化され、それらと覇気を併用した「魔神風脚」により、より強力な技を繰り出すことが可能になった。
技名は主にフランス語で、料理名・攻撃部位に由来。

### 基本技
首肉（コリエ）
肩肉（エポール）
背肉（コートレット）
鞍下肉（セル）
胸肉（ポワトリーヌ）
もも肉（ジゴー）
肩ロース（バース・コート）
腰肉（ロンジュ）
後バラ肉（タンドロン）
腹肉（フランシェ）
上部もも肉（カジ）
尾肉（クー）
もも肉（キュイソー）
すね肉（ジャレ）
目（ウイユ）
鼻（ネ）
頬（ジュー）
口（ブーシュ）
歯（ダン）
あご（マントン）
肩肉（バルロン）
肩バラ肉（ジュモ・ア・ビフテク）
バラ肉（タンドロン）
モモ肉（ポワール）
技名の部位への蹴り。
（技名）シュート
基本形の技との組み合わせ。技を決めた時、敵を吹き飛ばす効果が追加される。

### ショット系技
連続攻撃の後にとどめの一撃を放つ、サンジの代名詞といえる技。
羊肉（ムートン）ショット
首肉・肩肉・背肉・鞍下肉・胸肉・もも肉の順に敵の体に蹴りを入れた後、強力な後ろ蹴り（ソバット）を叩き込む。「東の海編」で初使用。一瞬のうちにあらゆる部位を連続で蹴る、難易度の高い技。
仔牛肉（ヴォー）ショット
肩ロース・腰肉・後バラ肉・腹肉・上部もも肉・尾肉・もも肉・すね肉の順に敵の体に蹴りを入れた後、強力な跳び蹴りもしくは後ろ蹴りを叩き込む。「アラバスタ編」で初使用。蹴りの衝撃は筋肉・血液によって敵の体の隅々まで行き渡り、大ダメージを与えられる。
整形（パラージュ）ショット
目・鼻・頬・口・歯・あごの順に敵の顔に蹴りを入れ、さらに顔面を蹴りで強烈に連打する。喰らった相手は顔が整形される。顔の骨格から変える事も可能だが、本人曰く「心の骨格までは直せない」との事で、頭部以外は対象外となる。「ウォーターセブン編」で初使用。

### その他の蹴技
受付（レセプション）
対ブリキング海賊団戦で使用。敵の首に足を引っ掛け、地面に叩き付ける。
反行儀（アンチマナー）キックコース
敵の体を一気に蹴り上げる。「アラバスタ編」で初使用。バナナワニや魚巨人（ウォータン）の巨体をも打ち上げるほどの威力を持つ。
粗砕（コンカッセ）
自分の体を地面に対して垂直もしくは平行に回転し、踵落としを叩き込む。「空島編」で初使用。
三級挽き肉（トロワジェム・アッシ）
ドロップキックの要領で連続蹴りを叩き込む。「デービーバックファイト編」で初使用。
二級挽き肉（ドゥジェム・アッシ）
「三級挽き肉」の強化版。「エニエス・ロビー編」で初使用。
最上級挽き肉（エクストラ・アッシ）
「二級挽き肉」の強化版。「スリラーバーク編」対アブサロム戦で初使用。
木犀型斬（ブクティエール）シュート
対グロッキーモンスターズ戦で使用。逆立ち状態からバネのように跳躍し、敵の顎に向けて一気に蹴りを叩き込む。
切肉（スライス）シュート
青雉の「アイスサーベル」を蹴り飛ばした技。
パーティーテーブルキックコース
逆立ちしながら回転し、敵に蹴りを浴びせる。攻撃範囲が広く複数相手に有効。「ウォーターセブン編」で初使用。
串焼き（ブロシェット）
飛び上がり、敵の体をドリルキックの要領で貫くように回転しながら踏み付ける。「ウォーターセブン編」で初使用。
首肉（コリエ）フリット
敵の首を蹴り上げる。「ウォーターセブン編」で初使用。
揚げ物盛り合わせ（フリットアソルティ）
複数の敵を一挙に蹴り上げる。「ウォーターセブン編」で初使用。
三点切分（さんてんデクパージュ）
敵の首元・胸・腹の三点をほぼ同時に蹴る。蹴りの速度があまりにも速いため、足が3本に増えたように見える。対ワンゼ戦で使用。
猪鍋シュート（ししなべシュート）
ジャンプの勢いを乗せた空中蹴りを繰り出す。エニエス・ロビーで裁判所の上まで上るために使用。
薄切り肉のソテー（エスカロップ）
空中から敵に水平蹴りを叩き込む。対ワンゼ戦で使用するも、「ラーメンビーム」で迎撃されたため不発に終わった。
海歩行（ブルーウォーク）
水を蹴り、水中を魚人並みのスピードで移動する。「魚人島編」で初使用。
空中歩行（スカイウォーク）
宙を蹴り、空中を自在に飛ぶ。「魚人島編」で初使用。CP9が使用する六式「月歩」と同様の技。カマバッカ王国でオカマ達に囲まれ逃げ場を失った際に修得した。

### 調理技
対ワンゼ戦で使用した、二振りの包丁による技。
1.4mmパスタ（フェデリーニ）
小麦粉を一瞬でパスタに変える。
皮剥作業（エプリュシャージュ）
麺で出来た敵の鎧を切り刻む。

### 悪魔風脚（ディアブルジャンブ）
片足（主に左足）を軸に高速回転し、もう片足（主に右足）に赤く光るほどの高熱を帯びて蹴りの威力を強化する戦闘方法。威力は六式「鉄塊」を打ち破るほどの絶大なもので、サンジ曰く「破壊力は悪魔の如し」。自身の足に高熱を帯びていていてもサンジが平気な理由は、作者曰く「サンジの心がそれよりももっと熱く燃えている」「元々炎に異常な耐性を持つ」ため。ディアブル[Diable]はフランス語で「悪魔」、ジャンブ[jambe]は「脚」の意。
新世界編からは予備動作無しで瞬時に発動可能な上、海中でも威力を保てるほどに強化されている。
悪魔風脚 一級挽き肉（プルミエール・アッシ）
空中からの怒涛の連続蹴り。「エニエス・ロビー編」で初使用。
悪魔風脚 最上級挽き肉（エクストラ・アッシ）
対モリア戦で使用。「一級挽き肉」の強化版。
悪魔風脚 画竜点睛（フランバージュ）ショット
右足に高熱を帯び体重を乗せて強烈な蹴りを叩き込む。「エニエス・ロビー編」で初使用。「画竜点睛」の言葉通り、とどめの一撃として繰り出す。吹き飛ばすと同時に激しい炎を発する。
悪魔風脚 揚げ物盛り合わせ（フリットアソルティ）
「揚げ物盛り合わせ」の強化版。対オーズ戦で使用。
悪魔風脚 羊肉（ムートン）ショット
「羊肉ショット」の強化版。「シャボンディ諸島編」対PX-4戦で、ルフィ・ゾロとの合体技として初使用。
悪魔風脚 熟焼（ビアン・キュイ）グリル=ショット
右足に高熱を帯びて強烈な後ろ蹴りを叩き込み、網目のような焼け跡を作る。海中でも使用可能。「魚人島編」で初使用。
悪魔風脚 焼鉄鍋（ポアル・ア・フリール）スペクトル
「空中歩行」で宙に浮き、高熱を帯びた両足で、下方の敵に無数の蹴りを叩き込む。「魚人島編」で初使用。
悪魔風脚 首肉（コリエ）ストライク
「首肉シュート」の強化版。「パンクハザード編」でシーザーの部下相手に初使用。
悪魔風脚 腹肉（フランシェ）ストライク
「腹肉シュート」の強化版。「パンクハザード編」対ヴェルゴ戦で初使用。
悪魔風脚 ほほ肉（ジュー）シュート
「頬シュート」の強化版。対ルフィ戦で使用。
悪魔風脚 粗砕（コンカッセ）
「粗砕」の強化版。対ルフィ戦で使用。
悪魔風脚 牛すね肉（クロッス）ストライク
高熱を帯びた足で相手の攻撃を蹴りつける。対ビッグ・マム戦で使用。
悪魔風脚 パーティーテーブルキックコース
「パーティーテーブルキックコース」の強化版。「ワノ国編」で初使用。
悪魔風脚 回転焼（ロティサリー）ストライク
相手の頭部に飛び蹴りを放ち、その勢いで相手を360度回転させ周囲を巻き込む。対クイーン戦で使用。
悪魔風脚 温度（オンド）レアストライク
高熱を帯びた両足でドロップキックを放つ。対S-シャーク戦で使用。
地獄の思い出（ヘル・メモリーズ）
苦々しい過去を思い出した怒りで全身を炎で覆った後、強烈な蹴りを叩き込み、敵の全身を焼き尽くす。「魚人島編」で初使用。
悪魔風脚 野獣肉（ヴネゾン）シュート
劇場版『STRONG WORLD』・対スカーレット戦で使用。右足に高熱を帯び、空中できりもみ回転しながら何発も蹴りを叩き込んだ後、強烈な踵落としを叩き込む。
恋のメテオストライク
劇場版『Z』・対ビンズ戦で使用。全身を「セクシーファイヤー」で覆い、隕石の如く敵に突撃し、強力な蹴りを叩き込む。
愛（アムール）ショット
アニメオリジナル。ドフラミンゴの部下相手に使用。高熱を帯びた足で敵を蹴り飛ばす。
リメンバー・マイ・ドリーム
少年の頃の夢で全身を燃やし、飛び蹴りを繰り出す。アニメオリジナル『ハートオブゴールド』対サイコ・P戦で使用。

### 魔神風脚（イフリートジャンブ）
レイドスーツを数回着た影響で、操作された血統因子が覚醒したことで得た外骨格・筋力・移動速度に、今まで鍛えた「武装色の覇気」を重ね、より強靭になった脚により高温の炎を纏わせる「悪魔風脚」の強化版。この時の炎は青へと変色し、蹴りの「加速」と「重み」も「悪魔風脚」とは比べ物にならないほどに強化される。
魔神風脚 牛肉（ブフ）バースト
青い炎を帯びた足で、首肉・肩ロース・肩肉・肩バラ肉・バラ肉・腹肉・尾肉・もも肉・すね肉の順に連続で蹴りつけた後、強烈な炎と爆発を伴った止めの後ろ蹴りを放ち、相手を吹き飛ばす。「ワノ国編」対クイーン戦で初使用。百獣海賊団の大看板クイーンに大ダメージを与えた上で、鬼ヶ島外へ吹き飛ばす絶大な威力を誇る。
魔神風脚 肩肉（エポール）ストライク
「肩肉シュート」の強化版。「エルバフ編」対イスカット戦で初使用。
地獄の思い出（ヘル・メモリーズ）
「魔神風脚」で繰り出す「地獄の思い出」。「エッグヘッド編」対マーズ聖戦で初使用。

### ステルス・ブラック
ホールケーキアイランド編で、兄のニジから受け取ったジェルマの「レイドスーツ」。装着するとサングラスとマスクを付け、黒いスーツと「3」の文字が刻まれた黒いマントを纏う。周囲の背景と同化する透過能力を持ち、ブーツには加速装置と浮遊装置があり、空中での機動力も強化される。
ワノ国編の対ページワン戦で初披露し、ページワンには「おそばマスク」と名乗ったが、ウソップとフランキーからは猛反発された。鬼ヶ島での戦いでは磔にされているモモの助を救出する際に使用し、キングと交戦するも敵わなかった。その後のクイーン戦にて、体が兄弟達のような改造人間に近付いたことで、自分の精神まで危うくなるのを恐れたサンジによって踏み潰された。
流星おそばキック
アニメオリジナル。対ページワン戦で使用。レイドスーツの装置で加速して上空から放つキック。

### 連携技
空軍（アルメ・ド・レール）
味方を蹴り飛ばす。
空軍ゴムシュート
ルフィに自身の足を掴ませ、蹴り飛ばす。「ドラム島編」で初使用。
空軍パワーシュート
ゾロを自身の足に乗せ、蹴り飛ばす。「デービーバックファイト編」で初使用。
空軍刻蹄桜シュート（アルメ・ド・レールこくていロゼオシュート）

空軍鼻シュート
劇場版『カラクリ城のメカ巨兵』で使用。ウソップが撃った大砲の弾を蹴り飛ばす。
空軍ロボシュート

ゴムゴムの龍肩肉巻きムチシュート（ゴムゴムのたつエポールまきムチシュート）

6億B・JACK POT（ろくおくベル・ジャックポット）

パイレーツドッキング6

ジェンガ砲
対オーズ戦で使用。ゾロが「大仏斬り」で斬った建物を、サンジがだるま落としの要領で敵に向かって蹴り飛ばす。
ゴムゴムの悪魔風羊肉JET六百煩悩攻城砲（ゴムゴムのディアブルムートンジェットろっぴゃくポンドキャノン）

## プロフィール
- 所属：ジェルマ王国王子→客船「オービット号」見習いコック→海上レストラン「バラティエ」副料理長→麦わらの一味コック
- 懸賞金：7700万ベリー→1億7700万ベリー（生け捕りのみ）→3億3000万ベリー→10億3200万ベリー
- 出身地：北の海 ジェルマ王国[注 17]
- 年齢：19歳[12]→21歳
- 誕生日：3月2日[13]
- 身長：177cm（超新星編）[14]→180cm（新世界編）[15]
- 血液型：S型Rh-
- 星座：うお座[15]
- 入浴頻度：毎日[1]
- 就寝・起床時間：午前0時 - 午前5時[16]
- 食事関連
  - 好きな食べ物：辛口海鮮パスタ、紅茶に合うもの[17]
  - 嫌いな食べ物：コンニャク（栄養ないから）[18]
  - 得意料理：全般（特にシーフード）[19]
  - 氷：食べない[2]
  - 目玉焼きの好み：両面・半熟、辛口ソース[20]
  - ワノ国の好物：茶碗蒸し[5]
  - 一味内での酒の強さランキング：5位[21]
- イメージ関連
  - イメージ動物：アヒル[22]
  - イメージナンバー：05、32（サンジ）、59（コック）[23]
  - イメージカラー：    青[23]
  - ニオイ（チョッパー談）：タバコと海の幸のニオイ[23]
  - 家族に例えると：次男（不良）[24]
  - イメージ花：デルフィニウム[25]
  - イメージ国：フランス[26]
  - 都道府県に例えると：京都府[27]
  - 職業に就いていたとしたら：美容師[28]
- 人気投票順位：4位（第1回）→3位（第2回 - 第4回）→4位（第5回）→3位（第6回）→4位（第7回）[29]

## キャスト
声優
- 平田広明（テレビアニメ版、実写ドラマ版・吹替）
- 大谷育江（テレビアニメ版・幼少期）

俳優
- 中村隼人（スーパー歌舞伎II ワンピース）
- 窪塚洋介（IndeedコラボCM、2018年）
- タズ・スカイラー、クリスチャン・コンヴェリー（幼年期）（実写ドラマ版）

アイスショー
- 島田高志郎（ONE PIECE ON ICE（ワンピース・オン・アイス）〜エピソード・オブ・アラバスタ〜）

## その他
イメージのモデルは、アメリカの俳優スティーヴ・ブシェミ。名前は、当初ぐるぐる眉毛にちなんで「ナルト」とする予定だったが、『NARUTO -ナルト-』の連載が始まったために変更された経緯がある。
2019年12月7日、2016年に発生した熊本地震からの復興プロジェクトである「麦わらの一味 ヒノ国復興編」の一環として、ミナテラス（上益城郡益城町）に等身大のサンジの銅像が設置された。

### 他作品への出演
CROSS EPOCH
ドラゴンボールとのコラボ漫画。亀仙人と共に保安官として登場。巡回の車を運転していた。同じく美女に弱い亀仙人とは気が合い、美女のためなら双方共に仕事をほったらかしてしまうという抜群のコンビネーションを見せていた。
外部出演ゲーム作品
- ジャンプスーパースターズ
- バトルスタジアム D.O.N
- ジャンプアルティメットスターズ
- JUMP FORCE
- 荒野行動
- モンスターストライク
- パズル&ドラゴンズ
- グランブルーファンタジー